# Distrikt Bellavista (Jaén)

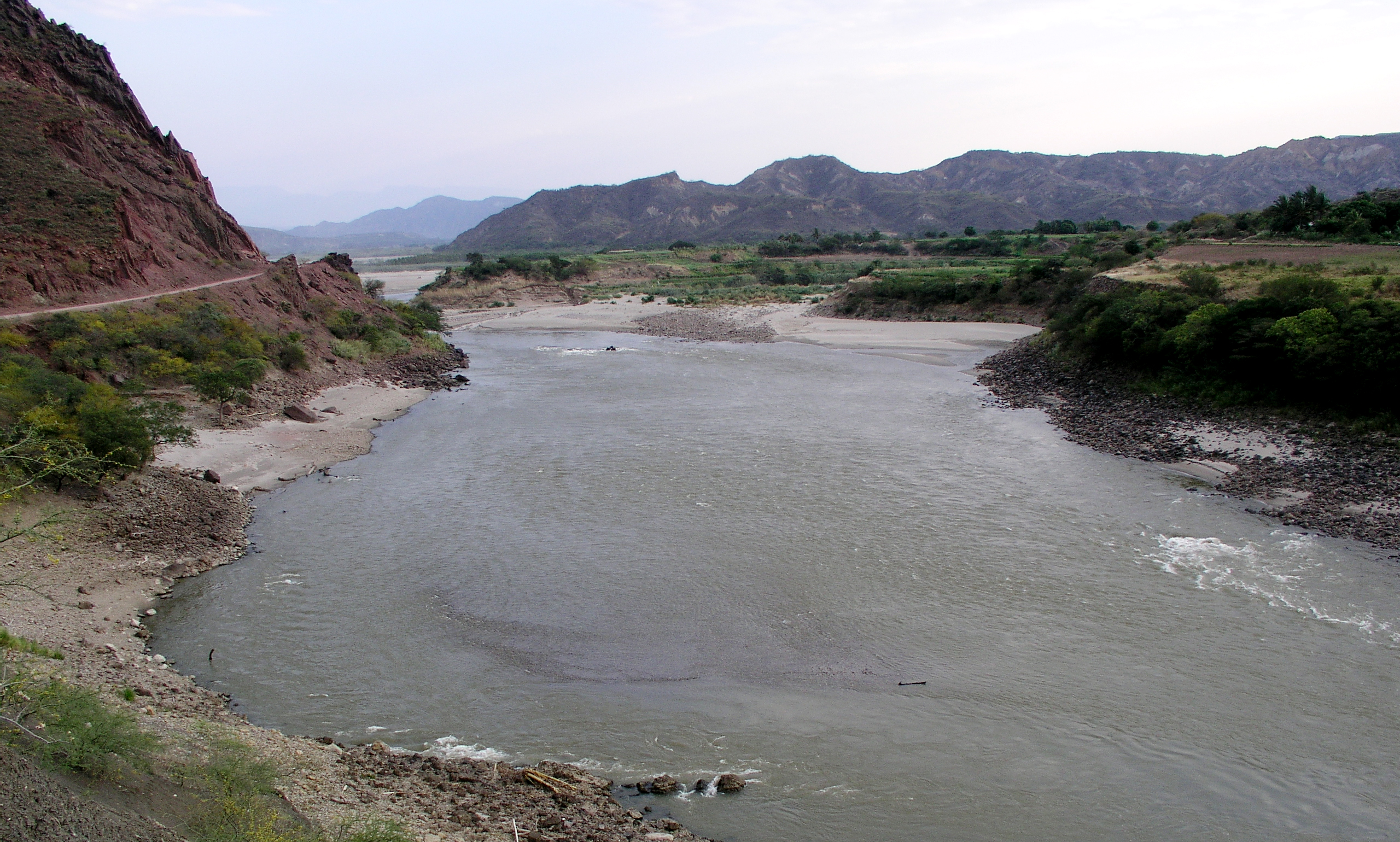
Pongo de Rentema am Río Marañón; die Berge im Hintergrund liegen im Distrikt Bellavista

Der Distrikt Bellavista liegt in der Provinz Jaén in der Region Cajamarca im Norden Perus. Der Distrikt wurde am 2. Januar 1857 gegründet. Er besitzt eine Fläche von 865 km². Beim Zensus 2017 wurden 16.082 Einwohner gezählt. Im Jahr 1993 lag die Einwohnerzahl bei 16.908, im Jahr 2007 bei 15.571. Sitz der Distriktverwaltung ist die 435 m hoch gelegene Kleinstadt Bellavista mit 3023 Einwohnern (Stand 2017). Bellavista befindet sich 15 km ostnordöstlich der Provinzhauptstadt Jaén. Im Westen des Distrikts nahe San Agustín befindet sich der Flughafen Jaén.

## Geographische Lage
Der Distrikt Bellavista befindet sich im zentralen Osten der Provinz Jaén. Der Fluss Quebrada Jaén durchquert den Süden des Distrikts in östlicher Richtung und mündet nahe Bellavista in den nach Nordosten strömenden Río Marañón. Letzterer begrenzt den Distrikt im Südosten. Im Nordosten wird der Distrikt vom Río Chinchipe begrenzt, im Nordwesten von dessen rechten Nebenfluss Río Tabaconas.
Der Distrikt Bellavista grenzt im Westen an die Distrikte Jaén, Las Pirias, Huabal und San José del Alto, im Nordwesten an die Distrikte La Coipa, Chirinos und Huarango (alle drei in der Provinz San Ignacio), im Nordosten an den Distrikt Santa Rosa, im äußersten Osten an den Distrikt Bagua (Provinz Bagua), im Südosten an den Distrikt El Milagro (Provinz Utcubamba) sowie im äußersten Süden an den Distrikt Choros (Provinz Cutervo).

## Ortschaften
Neben dem Hauptort gibt es folgende größere Ortschaften im Distrikt:
- Ambato Tamborapo
- Cruce de Shumba
- Gramalotal
- La Guayaba
- Rosario de Chingama
- San Agustin
- San Juan del Puquio
- San Lorenzo
- San Pablo de Tocaquillo
- Santa Cruz
- Shumba Alto
- Vista Alegre Chingama